# 산시성 경기장
산시 성 경기장(중국어: 陕西省体育场)는 주앙 스타디움(중국어: 朱雀体育场; 이 경기장은 주크 스퀘어 근처에 있기 때문에 朱雀广场)라고도 불리는데, 중화인민공화국 시안의 다목적 경기장이다. 이 경기장 이름 산시 성 경기장(중국어: 陕西省交大瑞森体育场)이며, 현재 축구 경기에 주로 사용되고 있고, 전좌석 경기장으로 50,000명을 수용할 수 있고, 경기장은 이 건물의 동쪽에 있는 산시 성 국제 전시 센터(중국어: 陕西国际展览中心)를 가지고있다. 2005년부터 2007년까지 코카콜라 경기장(중국어: 可口可乐体育场)으로 선정되었다.